# 新古典主义建筑
新古典主义建筑（英語：Neoclassical architecture），又稱古典復興主義（英語：Classical revivalism），是一种建筑风格。18世纪中叶的新古典主义运动后开始流行，作为对洛可可风格装饰的反动，以及后期巴洛克中一些仿古典特征的副产物。其纯粹的形式，主要源自于古希腊罗马建筑和意大利的帕拉第奥式建筑。

## 起源

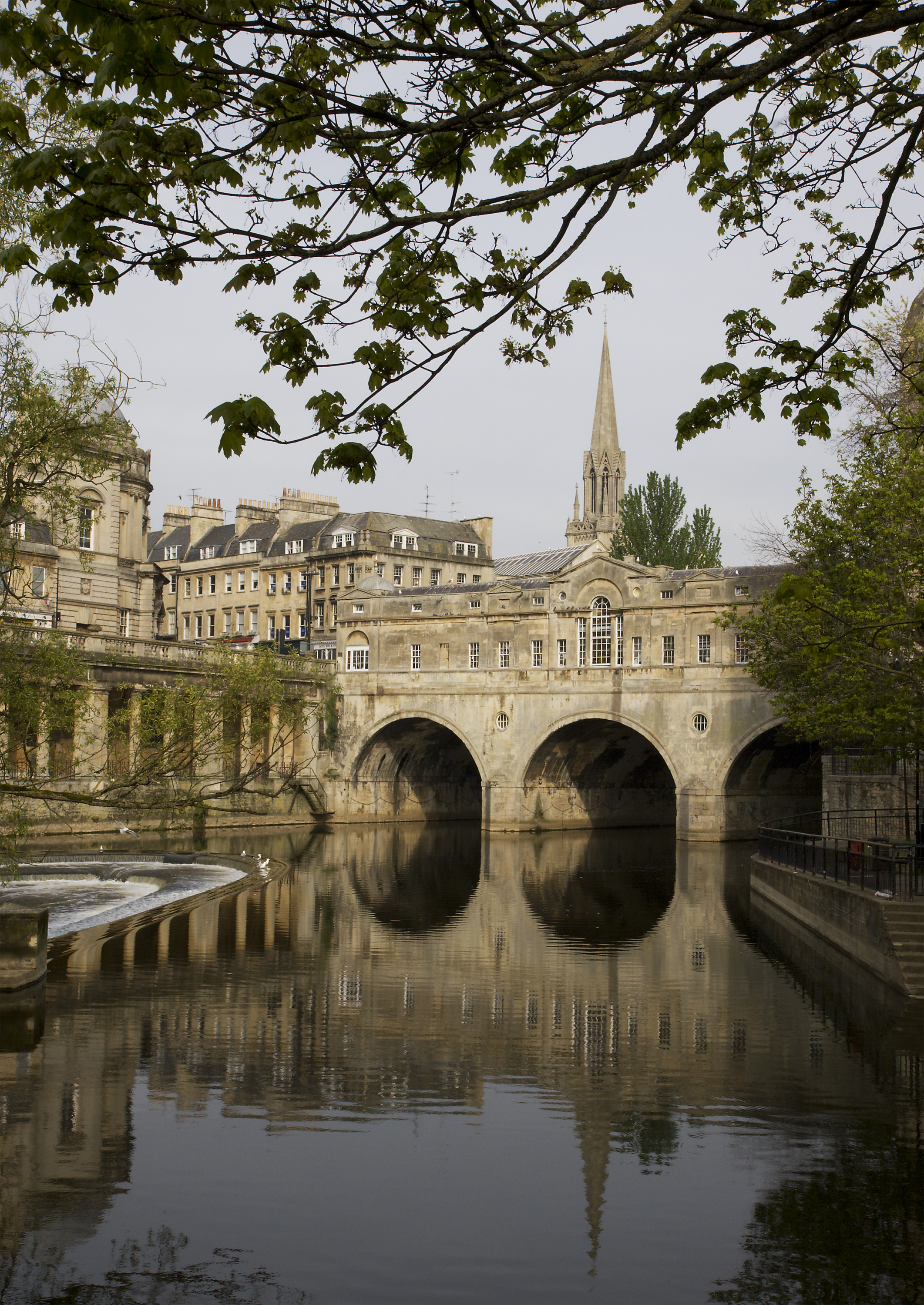
英格兰巴斯的帕特尼桥，罗伯特·亚当

齐格弗里德·基第翁的第一本书（1922年）使用了让人产生联想的标题《晚期巴洛克和浪漫的古典主义》，宣称“路易十六风格在形状和结构上构成了晚期巴洛克倾向的尽头，以古典主义作为其构架。”在某种意义上说，新古典主义建筑唤起人的情感，构图美丽，以逝去的遥远的古代世界作为娱乐，如同基第翁所认为的，是在浪漫主义感觉的框架之内。
新古典主义是一种愿望的象征：回到古希腊与古罗马艺术的“纯洁”，以及在较小的程度上，回到16世纪文艺复兴时期的古典主义，晚期巴洛克的源头。
许多新古典主义建筑师受到艾蒂安-路易·布雷和克洛德·尼古拉·勒杜的影响。布雷及其学生的许多石墨建筑图纸效仿宇宙的永恒。布雷的想法与埃德蒙·伯克的崇高的概念有某种关联。勒杜解决了建筑特征的概念，坚持建筑应该向观察者直接表达其功能。
在18世纪初的一些欧洲建筑中可以发现有一种反洛可可的倾向，生动地体现于乔治王时代不列颠和爱尔兰的帕拉第奥式建筑，但是在仿古典的后期巴洛克建筑中也可发现，例如在巴黎克劳德·佩劳的卢浮宫东翼，在柏林，甚至在罗马，亚历山德罗·加利莱的圣若望拉特朗大殿立面。这是一种健全的自我克制的建筑，在学术上选择“最好的”罗马模式，这种模式越来越多地可以通过幸存古罗马建筑的精密图样加以仔细研究。

## 发展

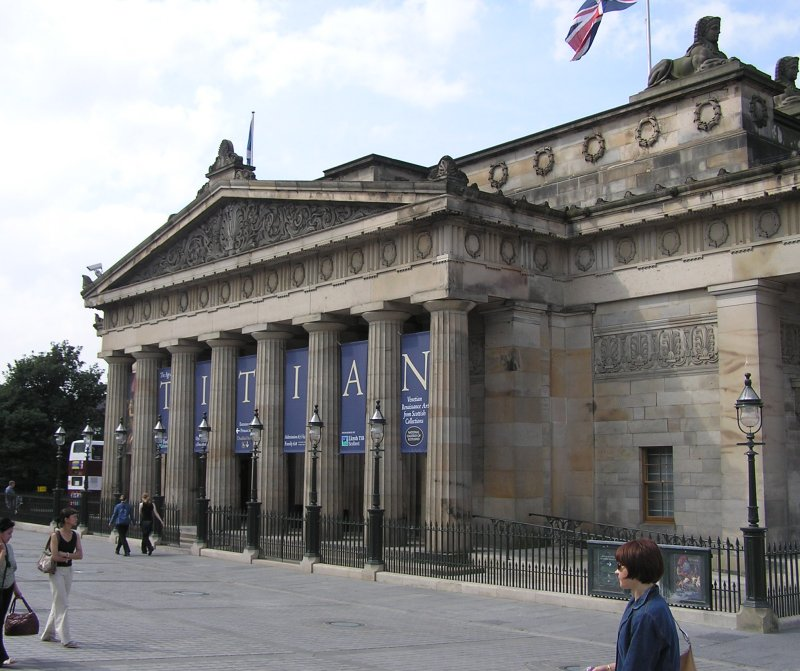
苏格兰爱丁堡的苏格兰皇家学院（1822-26），威廉·亨利·普莱费尔使用了希腊多立克八柱柱廊

新古典主义首先在巴黎产生影响，通过在罗马法兰西学院训练的一代法国艺术系学生，也受到了查尔斯·路易斯·克利斯沃尤的存在，以及温克尔曼著作的影响。在伦敦，通过在巴黎学习的威廉·钱伯斯爵士、克利斯沃尤的学生罗伯特·亚当和“雅典人”詹姆斯·斯图尔特，后来的英国建筑师，例如亨利·荷兰、小乔治·堂斯、詹姆斯·怀亚特、托马斯·哈里森和约翰·索恩爵士在英国发展了这种风格。很快，这种风格也被瑞典等国的进步圈子所采纳。在巴黎，许多第一代的新古典主义建筑师接受过雅克-弗朗索·布隆德尔持续数十年的一系列典型法国传统的全面应用课程的培训。
首先，在1760年代和1770年代，复古格调被移植到熟悉的欧洲形式中，例如在加特契纳内部凯瑟琳二世的情人奥尔洛夫伯爵的住所，由一位意大利建筑师和一群意大利粉刷工人设计。新古典主义的第二个浪潮，相当于拿破仑帝国的鼎盛时期，风格更为朴素，也更加有意识地复古。
在法国，新古典主义的第一阶段表现为“路易十六风格”，包括的建筑师有安热-雅克·加布里埃尔（小特里亚农宫，1762–68）；第二阶段称为督政府风格和帝国风格，代表作是让·夏尔金无柱的巴黎凯旋门（1806年设计）。在英国，第一阶段以罗伯特·亚当的建筑为代表，第二阶段以约翰·索恩爵士的建筑为代表。

## 地域风格

### 西班牙

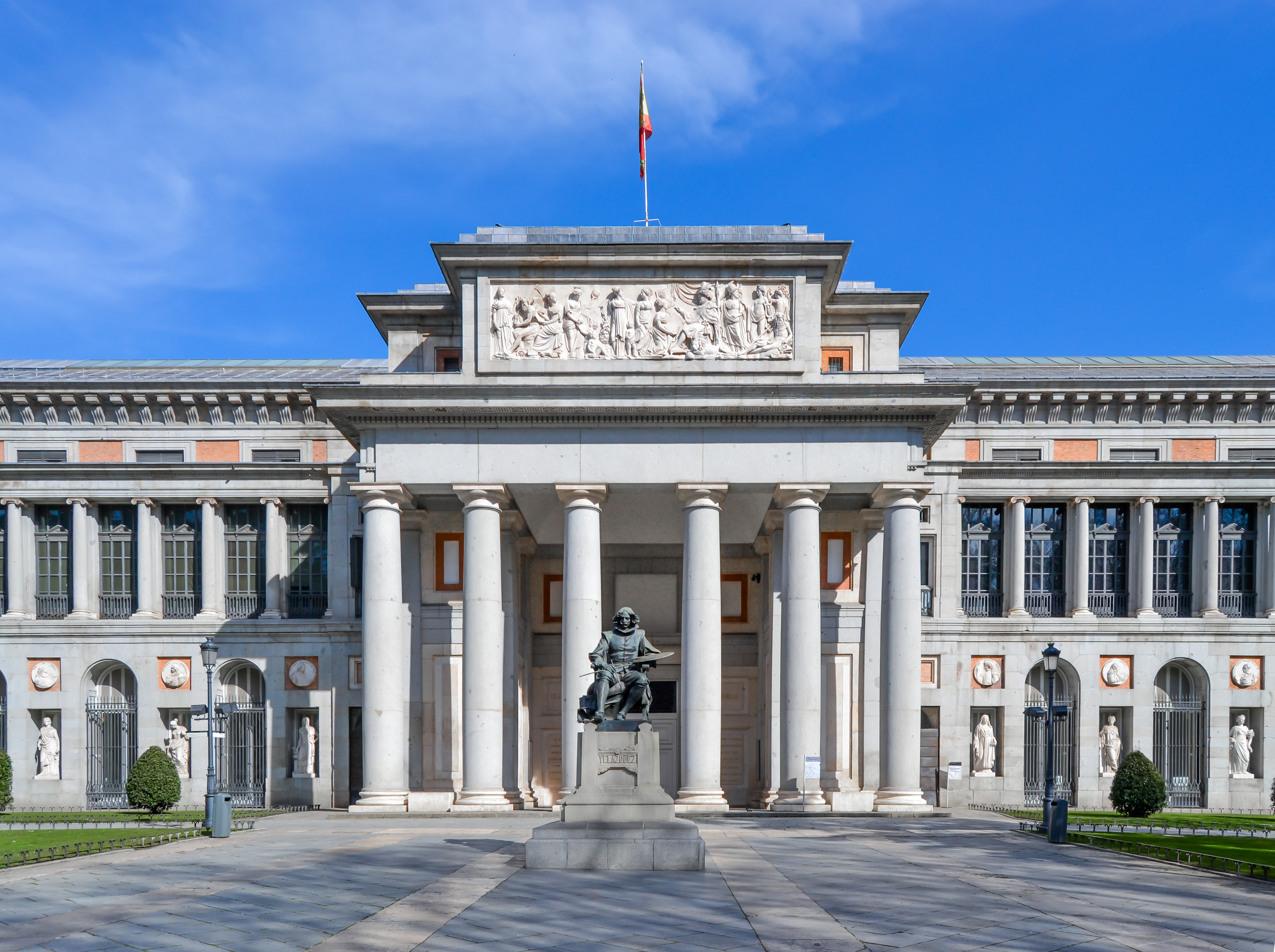
马德里的普拉多博物馆，胡安·德·比亚努艾瓦

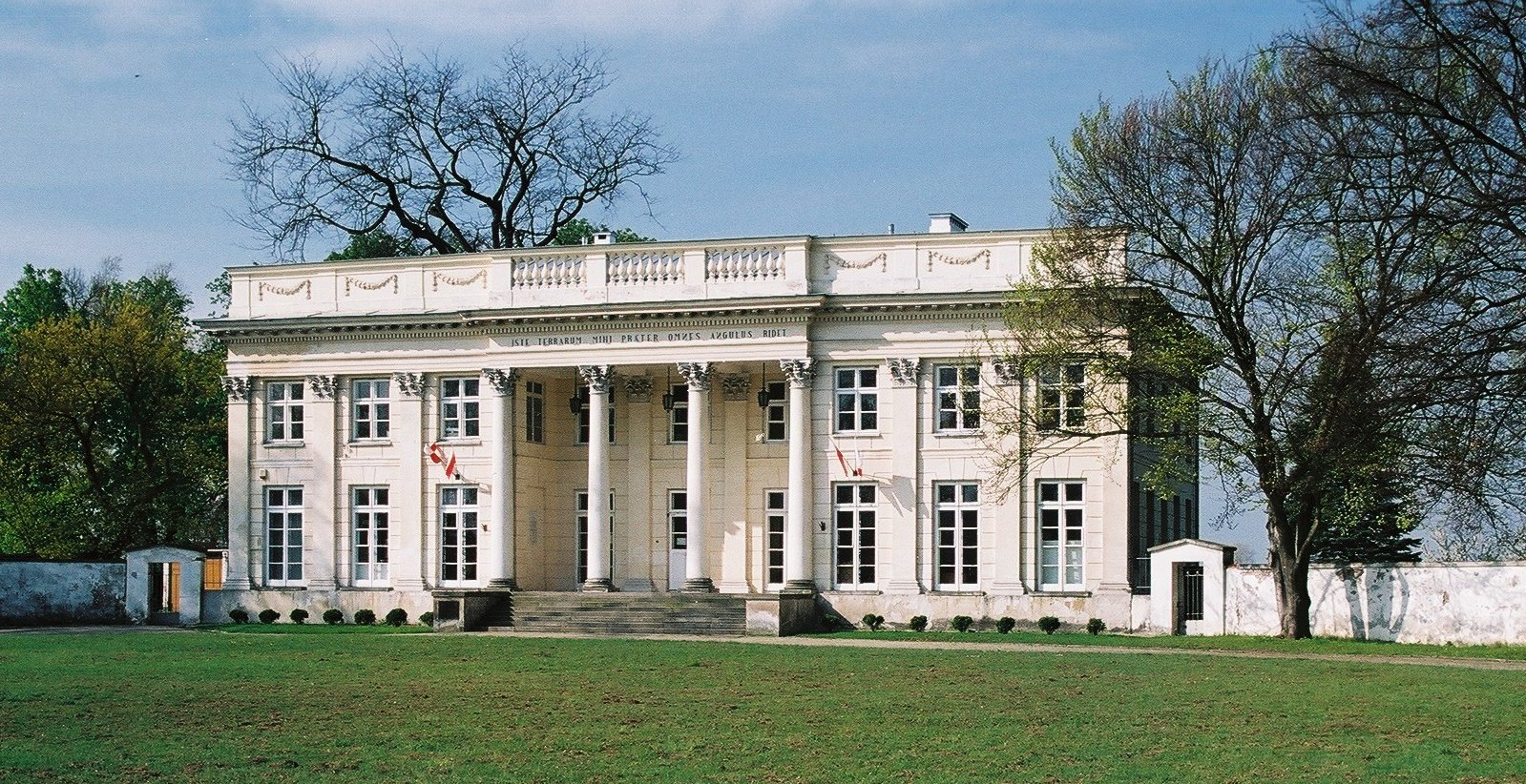
普瓦维的Marynka宫（1790-1794），克里斯蒂安·彼亚得雷·艾格纳

西班牙新古典主义归功于胡安·德·比亚努艾瓦这个人物，他采用了伯克关于崇高和美的观念，来适应西班牙的气候与历史。他建造了普拉多博物馆，这是由一个学院，一个礼堂和一个博物馆组成的建筑，分别有各自的入口。这是卡洛斯三世雄心勃勃计划的一部分，他打算将马德里建成艺术与科学之都。在博物馆近旁，比亚努艾瓦又建造了天文台。他还在埃斯科里亚尔修道院和阿兰胡埃斯为国王设计了一些避暑别墅，并且改建了马德里的主广场，以及其他一些重要作品。比亚努艾瓦的学生在西班牙扩展了新古典主义风格。

### 波兰立陶宛联邦
波兰古典主义的中心是波兰末代国王斯坦尼斯瓦夫二世统治下的华沙。维尔纽斯大学是东欧另一个新古典主义建筑的重要中心，由著名建筑学教授马尔钦Knackfus、Laurynas Gucevičius和卡罗尔Podczaszyński领导。这种风格主要呈现于重要公共建筑，例如维尔纽斯大学天文台、维尔纽斯的主教座堂和市政厅。在波兰立陶宛联邦创作最著名的建筑师有多米尼克·梅里尼、扬·克里斯蒂安Kamsetzer、西蒙·博古米尔·楚格、雅各布·库比茨基、安东尼奥Corazzi、埃弗拉伊姆Szreger、克里斯蒂安·彼亚得雷·艾格纳和伯特尔·托瓦尔森。

### 德國和奧地利

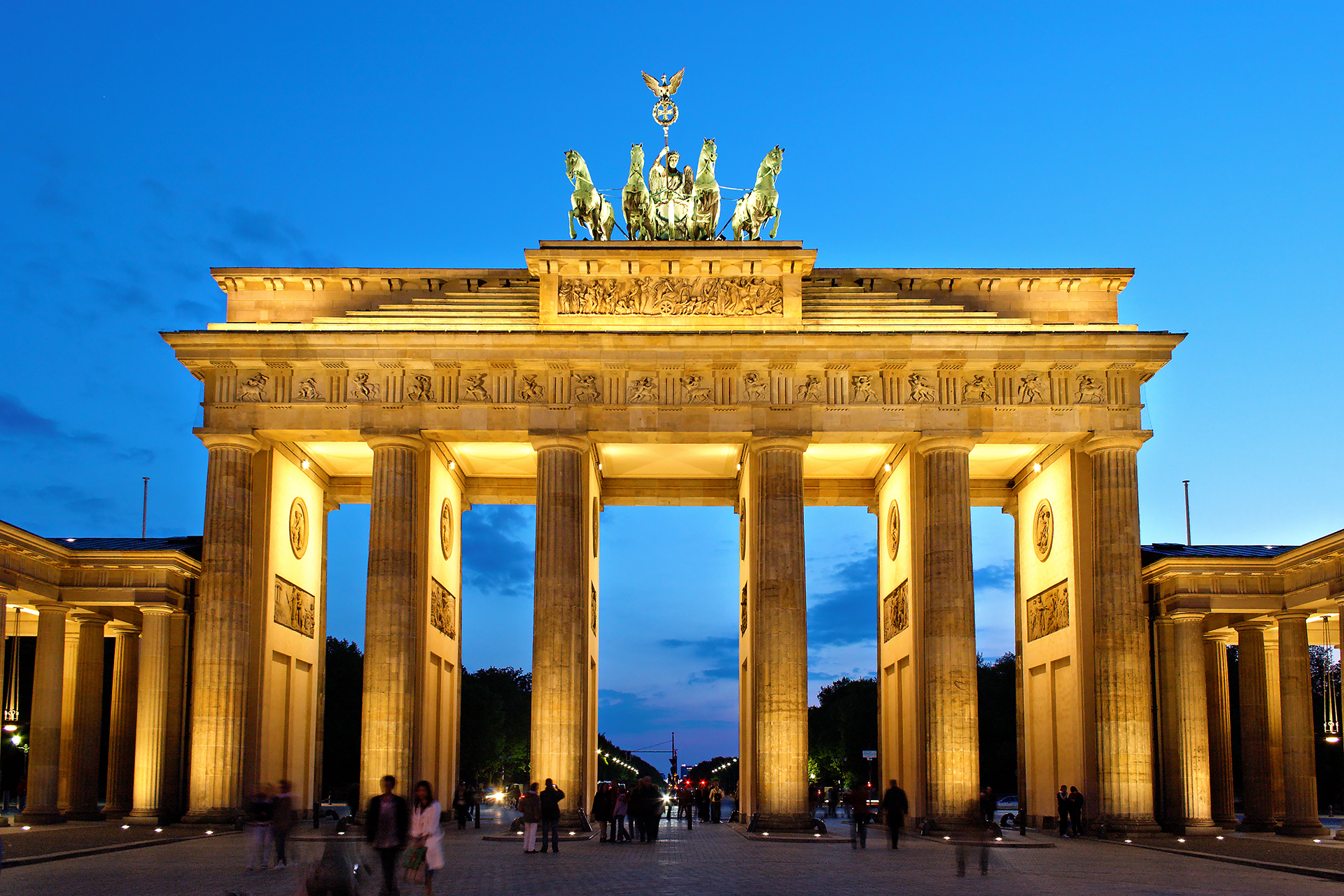
柏林勃兰登堡门

弗里德里希·施图勒和海因里希·施特拉克的旧国家美术馆，卡尔·弗里德里希·申克尔的旧博物馆，	卡尔·格特哈德·朗汉斯的勃兰登堡门等。
特奧菲爾·漢森的奧地利議會大廈，維也納金色大廳，維也納證券交易所等。

### 其他国家

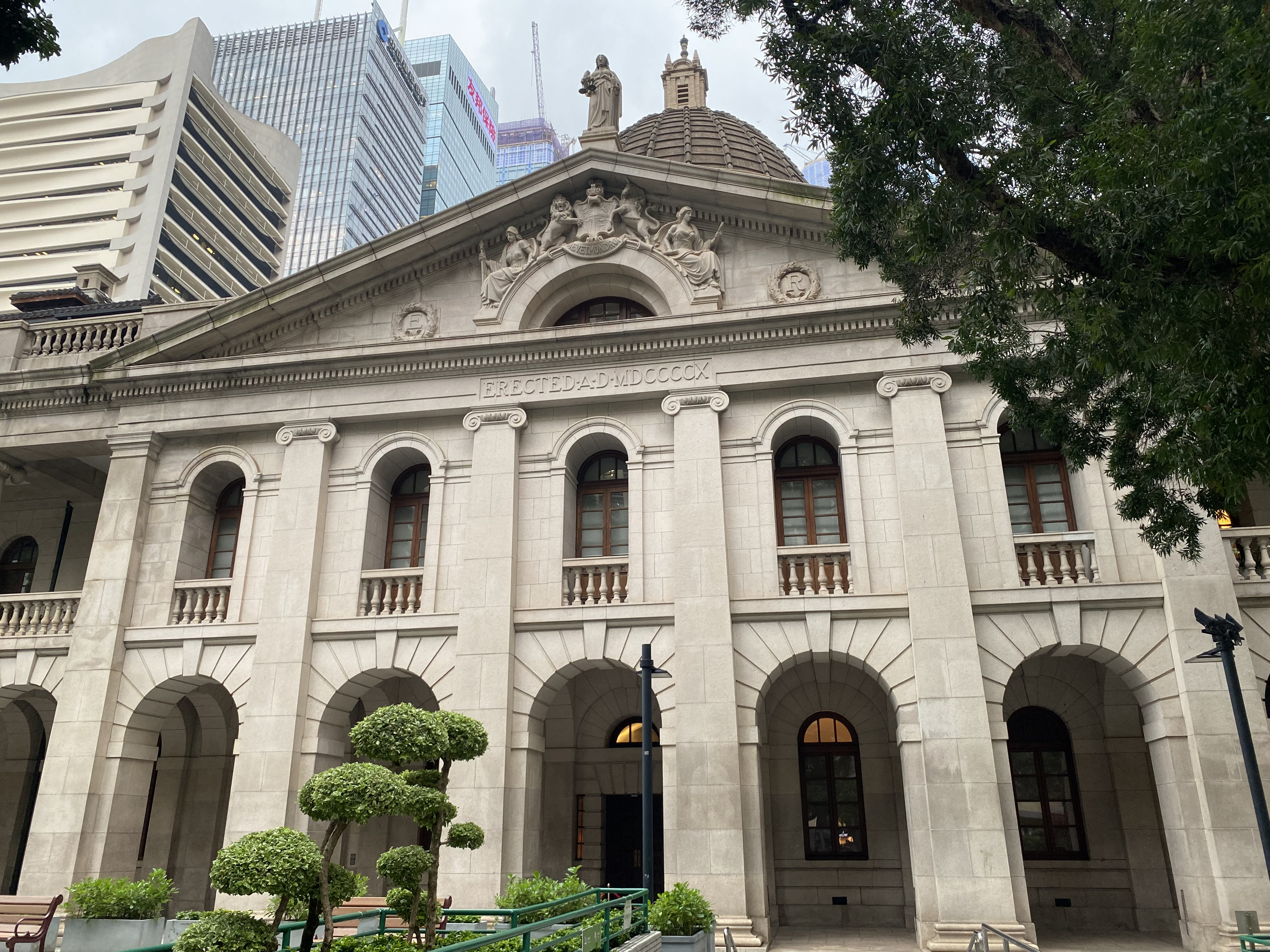
香港终审法院大楼

新古典主义建筑的例证包括约翰·索恩爵士设计的伦敦英格兰银行，华盛顿哥伦比亚特区的美国国会大厦。苏格兰建筑师查尔斯·卡梅隆在圣彼得堡为德国出生的凯瑟琳大帝设计了壮丽的意大利风格的内饰：这风格是国际化的。 于1912年建成的香港终审法院大楼也是新古典主义建筑。
意大利一直坚持洛可可风格，直到拿破仑制度带来了新的复古的古典主义，被年轻、进步、倾向共和的意大利城市居民作为一项政治声明来接受。

## 室内设计

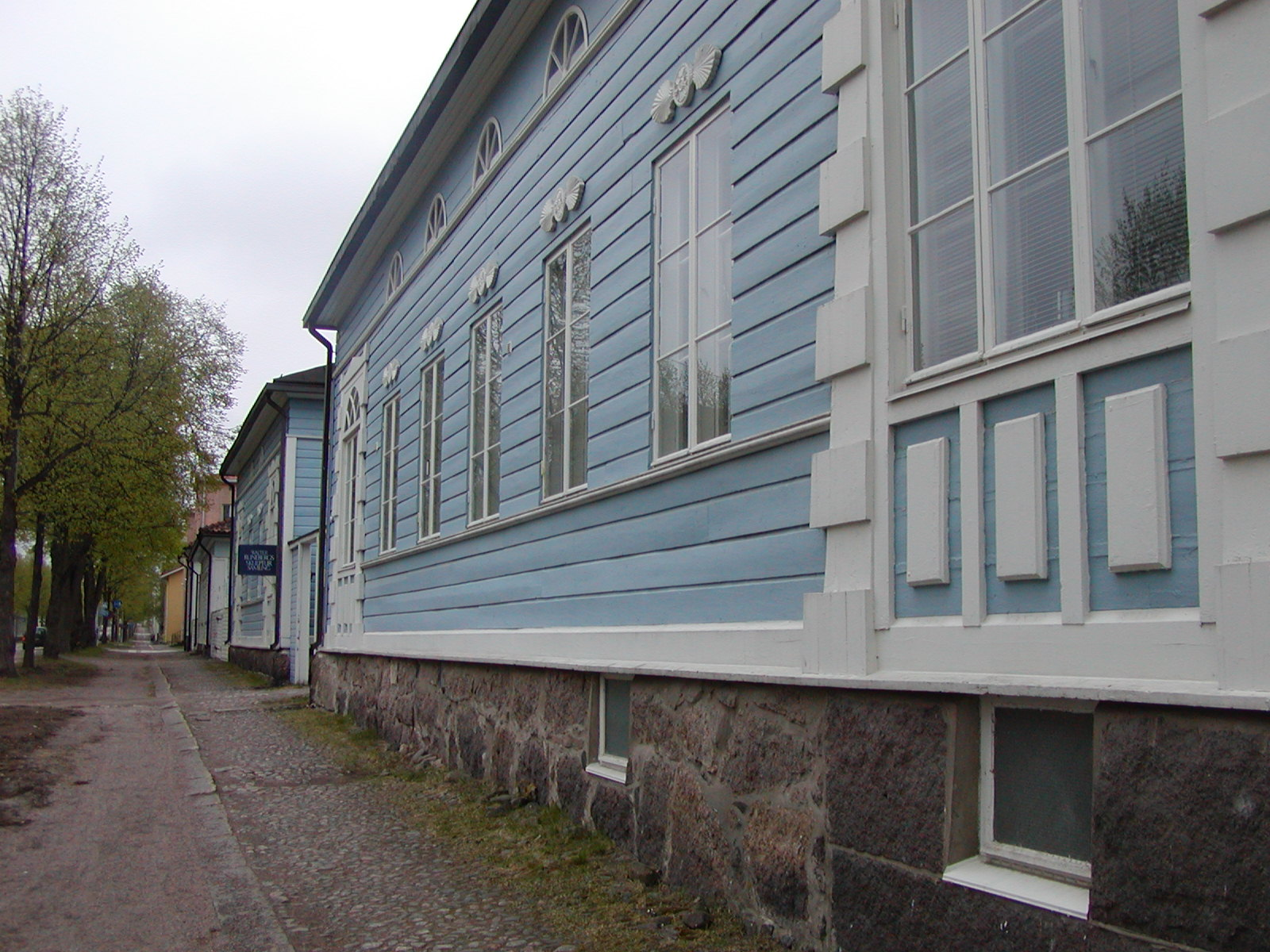
芬兰城镇的木构建筑，经常采用新古典主义风格

在室内，受到重新发现的庞贝和赫库兰尼姆古罗马遗址的启发，新古典主义使人看到真正的罗马建筑内部，这开始于1740年代后期，但是到1760年代才获得广泛接受。赫库兰尼姆的古物表明，即使是巴洛克建筑最复古的内部，或者威廉·肯特最“罗马”的房间，都是基于巴西利卡和神庙的建筑外观，被翻转过来：三角墙式窗框变成了镀金镜子，壁炉顶部的神庙门面，现在看来十分夸张和荒谬。新的内饰力求真实再现古罗马，用真正内部的语汇，表现轻快的主题，雕刻下部雕带，饰以单独的奖章、花瓶、半身像其他图案，不再使用桂冠、丝带或细长的藤蔓花饰，也许用“庞贝红”、浅色或石头的本色。这种风格在法国最初只是巴黎人的风格，称为希腊风格（Goût grec），但并不是宫廷的风格。直到1774年年轻的国王登基，他的赶时髦的王后玛丽·安托瓦内特为宫廷带来了“路易十六风格”。

## 后期
从大约1800年前后，新发现了大量的希腊建筑实例，可以通过蚀刻版画和雕版图看到，给予新古典主义新的推动力量，被称为“希腊复兴”。整个19世纪及以后，新古典主义仍然是学院艺术的一股主要力量，是浪漫主义和哥德复兴的对立面。不过从19世纪后期起，新古典主义经常被认为是反现代的，在有影响的批评圈中甚至被认为是反动的。到19世纪中叶，一些欧洲城市 - 尤其是圣彼得堡、雅典、柏林和慕尼黑 - 被改造为名副其实的新古典主义建筑博物馆。

### 苏格兰

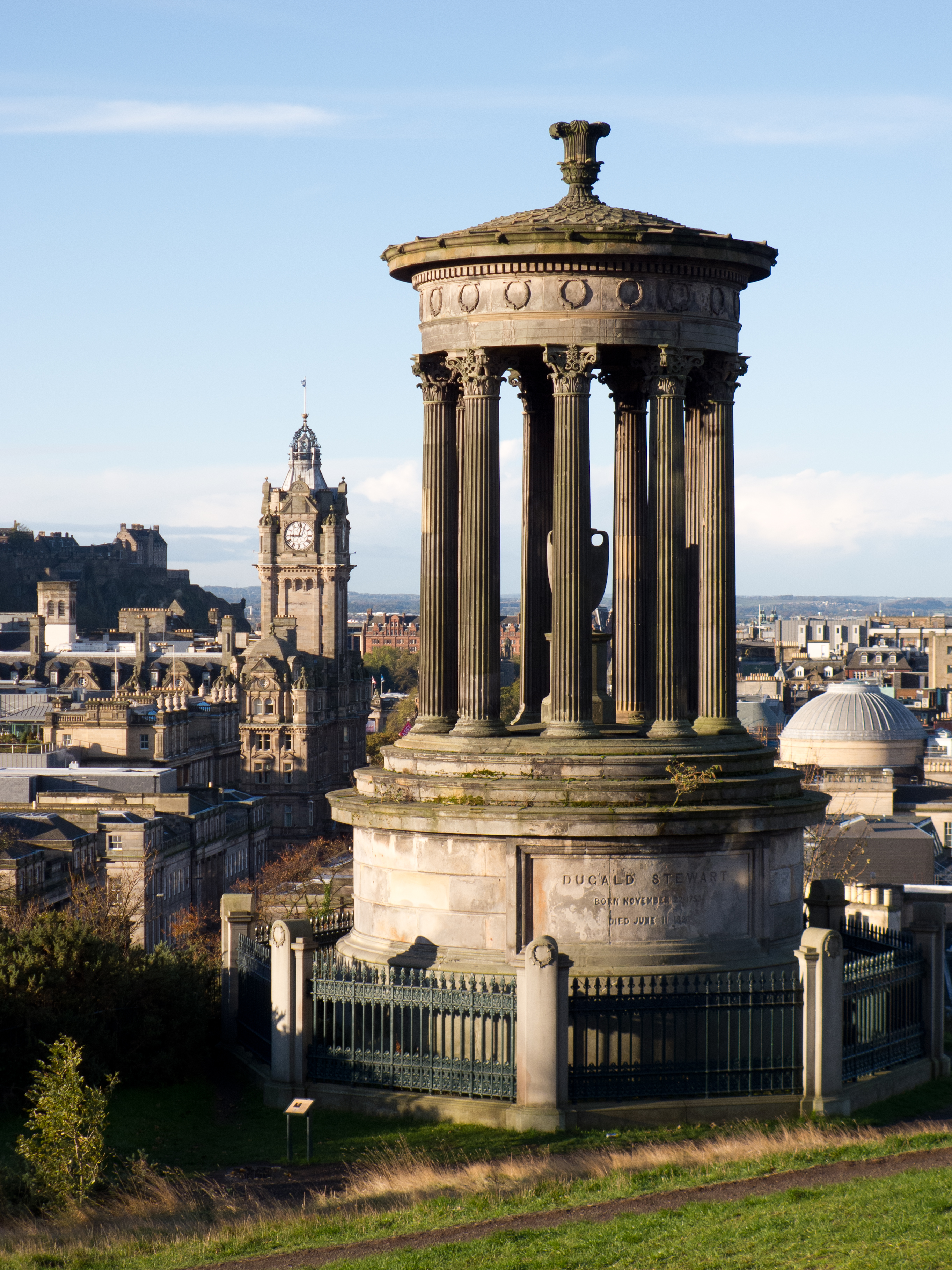
爱丁堡斯图尔特纪念亭

在苏格兰和英格兰北部，哥特复兴风格的影响不太强烈，建筑师们继续发展威廉·亨利·普莱费尔的新古典主义风格。卡斯伯特Brodrick和亚历山大·汤姆逊的作品显示，到19世纪末，其结果是强大和古怪的。

### 英国
在英国，阿尔贝·理查森的作品是20世纪初对纯粹新古典主义设计的兴趣觉醒的原因。文森特·哈里斯、布莱德肖·加斯与霍普和佩尔西·托马斯在两次世界大战之间的时期设计新古典主义风格的公共建筑。在英属印度，埃德温·鲁琴斯爵士雄伟的新德里城市规划标志着新古典主义的日落。

### 美国

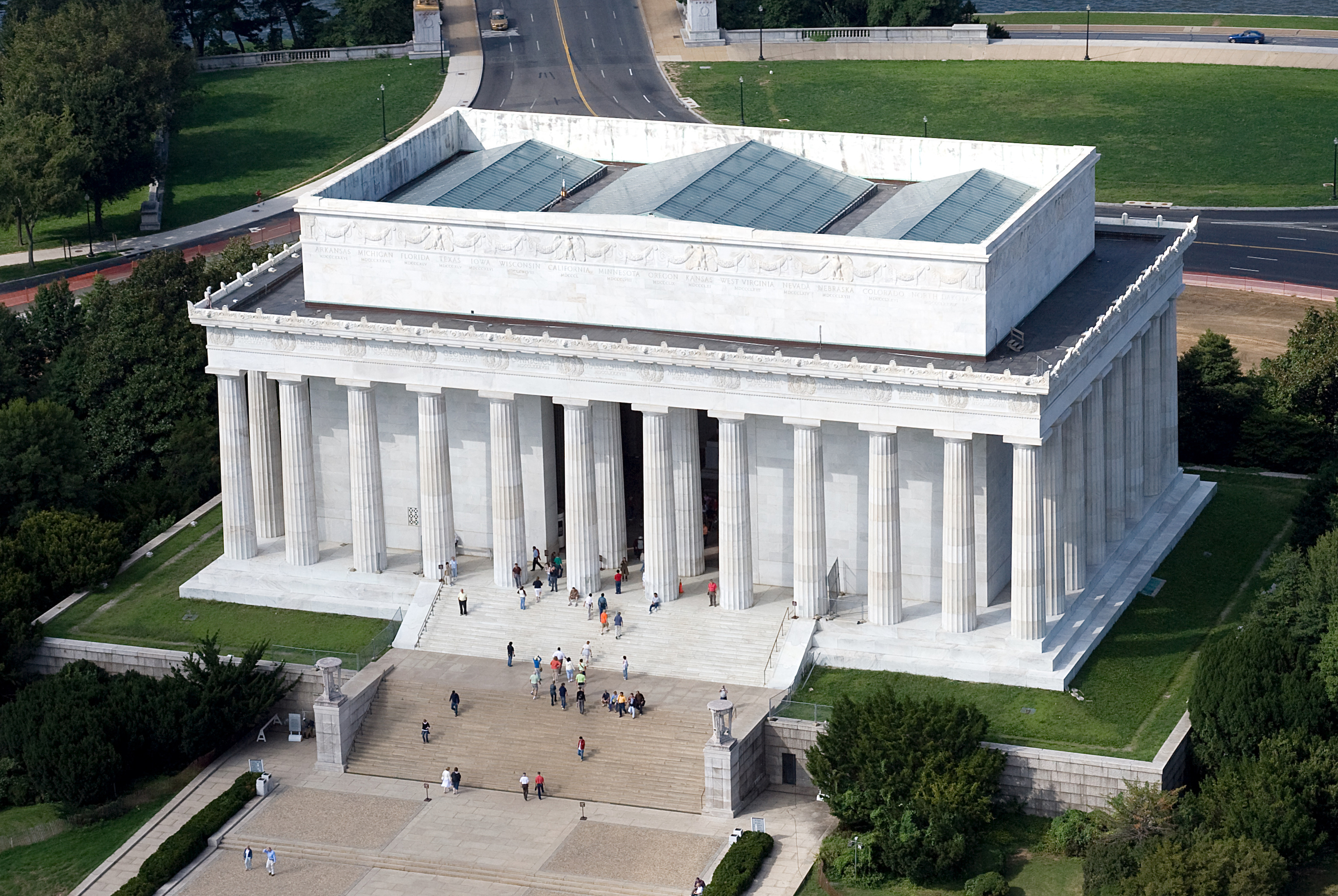
林肯紀念堂

在美国建筑中，新古典主义是美国文艺复兴运动（1880-1917）的一种表达。这种风格的一位先驱是英国出生的本杰明·亨利·拉特罗布，他常被提及是美国第一位职业建筑师和美国建筑之父。美国的第一座罗马天主教主教座堂巴尔的摩圣殿，被许多专家认为是拉特罗布的杰作。
新古典主义的最后表现阶段是学院派建筑（Beaux-Arts architecture，1885–1920年），在其最后阶段，在美国的大型公共建筑是华盛顿哥伦比亚特区的林肯纪念堂（1922年）、美国国家艺术馆（1937年）和美国自然史博物馆的罗斯福纪念堂（1936年）。
新古典主义建筑在美国建筑得到广泛传播。同样，法国的革命政权，以及与此运动相关的理性主义的总体趋向，使得在英美，新古典主义与共和主义和激进主义建立了联系，而哥德复兴建筑则被视为代表君主主义和保守主义。

### 苏联

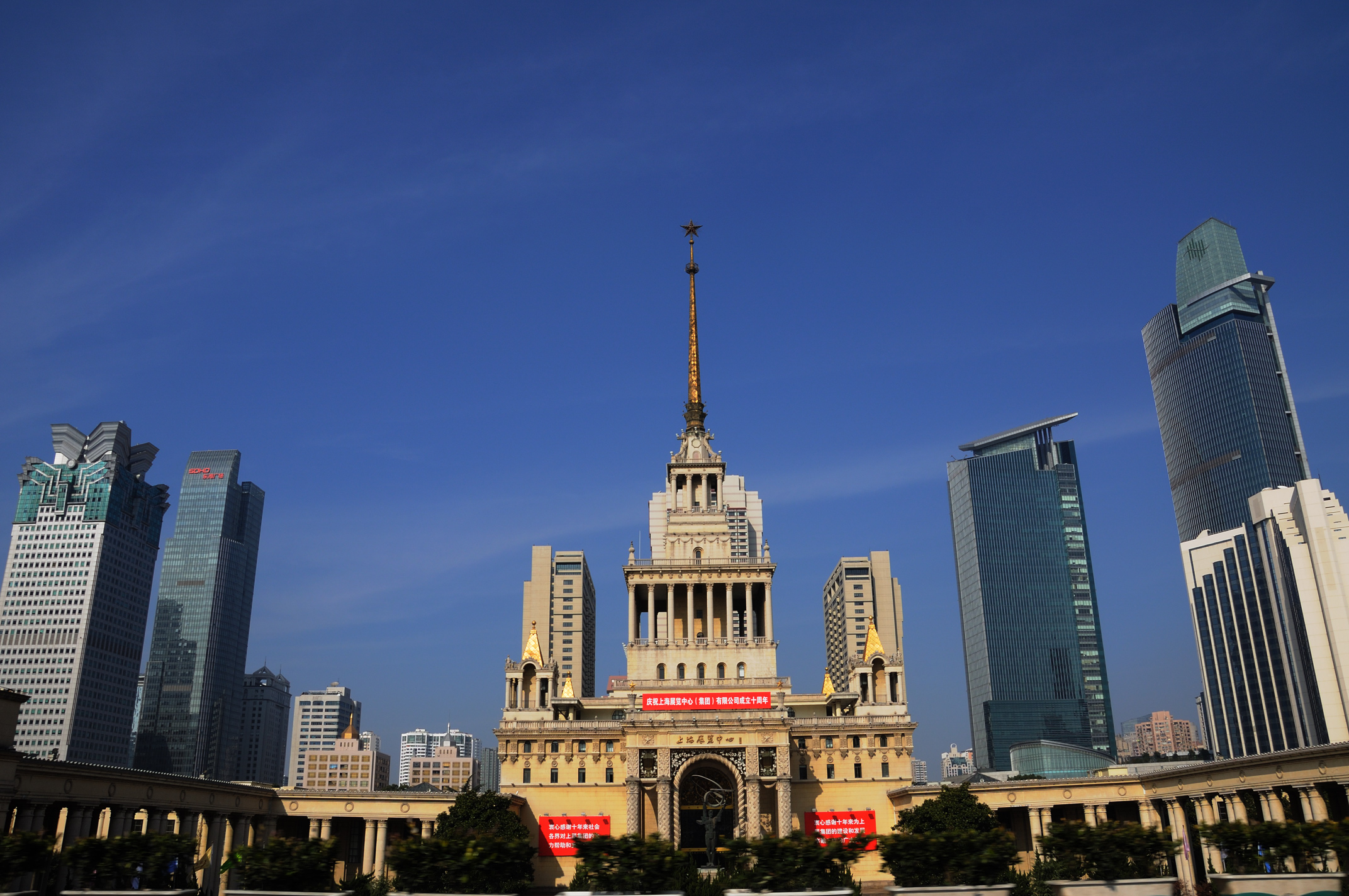
上海展览中心，苏联新古典主义建筑在中华人民共和国实例

在苏联（1917-1991），新古典主义造就了斯大林式建筑。政治精英颇为欣赏新古典主义建筑，因为它能有效地展示国家权力，因此全国各处兴建了大量的新古典主义建筑。苏联建筑师有时倾向于过度使用古典主义建筑的元素，导致建筑物花哨俗气，以至于苏联新古典主义建筑被戏称为“婚礼蛋糕建筑”。最著名的苏联新古典主义建筑是苏维埃宫，1931年拆除了莫斯科救世主大教堂为其让路，但苏维埃宫最终没有建成，2000年又重建了大教堂。莫斯科的“七姐妹”也是新古典主义的经典作品。苏联新古典主义建筑还输出到其他苏联阵营国家和社会主义国家，著名例证有波兰华沙的文化科学宫和中华人民共和国的上海展览中心。

### 纳粹德国
纳粹建筑是德国纳粹运动领袖首选的建筑风格，尤其得到了阿道夫·希特勒本人的欣赏。希特勒委托他喜爱的建筑师阿尔伯特·斯佩尔规划重新设计柏林，使其成为一座由庄严的新古典主义建筑组成的城市，更名为世界之都日耳曼尼亚，作为希特勒的千年帝国的中心。这些规划由于纳粹德国的灭亡和希特勒的死亡，没有能够实现。

## 今天

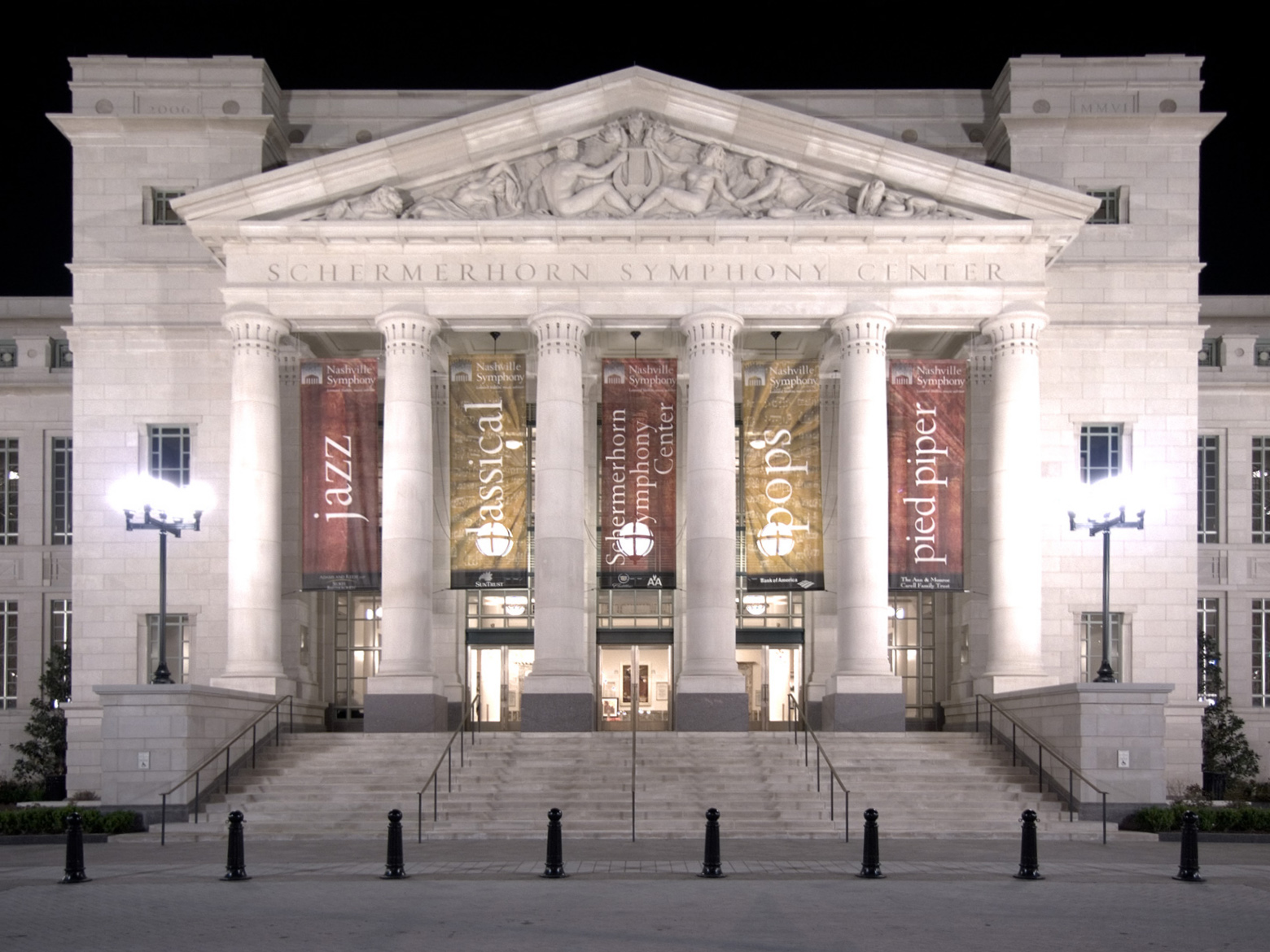
田纳西州纳什维尔的谢默霍恩交响乐中心，建于2006年

今天，美国有些建筑，例如谢默霍恩交响乐中心，仍然使用新古典主义风格建造。
在英国，许多建筑师热衷于新古典主义风格。两座大学图书馆，昆兰·特利设计的唐宁学院梅特兰鲁滨逊图书馆和罗伯特·亚当建筑师事务所的赛克勒图书馆表明，可以采取传统的方法，例如前一个实例；也可以采取非传统的方法，例如后一个实例。英国新建的新古典主义建筑大多数是私人住宅。弗朗西斯·约翰逊事务所专门从事建造新的乡村住宅。
新古典主义建筑现在通常归入“传统建筑”范畴之下，由许多传统建筑群体的成员加以实施。

### 引用
1. ↑  Space, Time and Architecture（1961 ed.）p 2.
2. ↑  .   [2011-03-28]. （原始内容存档于2011-07-08）.
3. ↑  .   [2021-12-22]. （原始内容存档于2020-10-02）.
4. ↑  .   [2009-05-20]. （原始内容存档于2013-09-20）.
5. ↑  .   [2009-05-20]. （原始内容存档于2009-04-12）.

## 外部連結
- 维基共享资源上的相關多媒體資源：新古典主义建筑